# Чемпионат Афганистана по футболу 2017
Афганская Премьер-лига 2017 (англ. Afghan Premier League 2017) — 6-й по счёту розыгрыш афганской Премьер-лиги (чемпионата Афганистана) по футболу. Проводился с 9 сентября по 27 октября 2017 года. Участвовали восемь футбольных клубов, представляющие восемь городов и регионов Афганистана.
Все матчи из соображений безопасности проводились на стадионе Федерации футбола Афганистана, расположенном в столице страны Кабуле. В этом сезоне у матчей чемпионата была рекордная посещаемость — на вечерние игры собиралось несколько тысяч зрителей, а на финальный матч пришло более 9 тыс. человек, из которых больше тысячи женщин. Матчи чемпионата транслировались в прямом эфире по национальному телевидению, их аудитория составляла несколько миллионов человек. Полуфинальные и финальные матчи впервые в истории чемпионата проводились вечером с искусственным освещением.
По итогам турнира, победителем в четвёртый раз в своей истории и второй год подряд стал столичный «Шахин Асмайе». Второе место также второй год подряд досталось клубу «Де Маиванд Аталан». В матче за третье место победу одержал клуб «Де Спингар Базан», в предыдущем розыгрыше турнира не сумевший выйти из группы. «Шахин Асмайе» в отличие от предыдущего года, выиграв чемпионат, не получил возможности выступать в Кубке АФК 2018 года, поскольку АФК ввела новые требования по лицензированию клубов.
Лучшим бомбардиром чемпионата стал футболист «Де Маиванд Аталан» Амрудин Шафрифи, он же получил приз лучшему игроку турнира. Хамидулла Вакили, также выступавший за «Аталан», был признан лучшим вратарём, а приз за честную игру достался команде «Туфан Харирод».

## Участники
| Клуб              | Представляет                |
| ----------------- | --------------------------- |
| Де Абасин Сейп    | Юго-Восточный Афганистан    |
| Де Маиванд Аталан | Юго-Западный Афганистан     |
| Де Спингар Базан  | Восточный Афганистан        |
| Мавджхаи Аму      | Северо-Восточный Афганистан |
| Окабан Хиндукуш   | Центральный Афганистан      |
| Симург Альборз    | Северный Афганистан         |
| Туфан Харирод     | Западный Афганистан         |
| Шахин Асмайе      | Кабул                       |

## Первый этап

### Группа A
| Поз | Команда          | И | В | Н | П | МЗ | МП | РМ | О | Квалификация                        |
| --- | ---------------- | - | - | - | - | -- | -- | -- | - | ----------------------------------- |
| 1   | Шахин Асмайе     | 3 | 2 | 0 | 1 | 6  | 5  | +1 | 6 | Выход в следующий этап (1/2 финала) |
| 2   | Де Спингар Базан | 3 | 2 | 0 | 1 | 5  | 4  | +1 | 6 | Выход в следующий этап (1/2 финала) |
| 3   | Окабан Хиндукуш  | 3 | 1 | 0 | 2 | 2  | 2  | 0  | 3 |                                     |
| 4   | Мавджхаи Аму     | 3 | 1 | 0 | 2 | 1  | 3  | −2 | 3 |                                     |

### Группа B
| Поз | Команда           | И | В | Н | П | МЗ | МП | РМ  | О | Квалификация                        |
| --- | ----------------- | - | - | - | - | -- | -- | --- | - | ----------------------------------- |
| 1   | Де Маиванд Аталан | 3 | 2 | 1 | 0 | 11 | 6  | +5  | 7 | Выход в следующий этап (1/2 финала) |
| 2   | Симург Альборз    | 3 | 1 | 2 | 0 | 3  | 2  | +1  | 5 | Выход в следующий этап (1/2 финала) |
| 3   | Туфан Харирод     | 3 | 1 | 1 | 1 | 9  | 5  | +4  | 4 |                                     |
| 4   | Де Абасин Сейп    | 3 | 0 | 0 | 3 | 3  | 13 | −10 | 0 |                                     |

## Второй этап

### 1/2 финала
| Команда 1         | Итог | Команда 2        | 1-й матч | 2-й матч |
| ----------------- | ---- | ---------------- | -------- | -------- |
| Шахин Асмайе      | 5:3  | Симург Альборз   | 1:0      | 4:3      |
| Де Маиванд Аталан | 2:0  | Де Спингар Базан | 2:0      | 0:0      |

### Матч за бронзовые медали
| Команда 1      | Результат | Команда 2        |
| -------------- | --------- | ---------------- |
| Симург Альборз | 0:1       | Де Спингар Базан |

### Финал
| Команда 1    | Результат      | Команда 2         |
| ------------ | -------------- | ----------------- |
| Шахин Асмайе | 4:3 (доп. вр.) | Де Маиванд Аталан |